# Harmelen

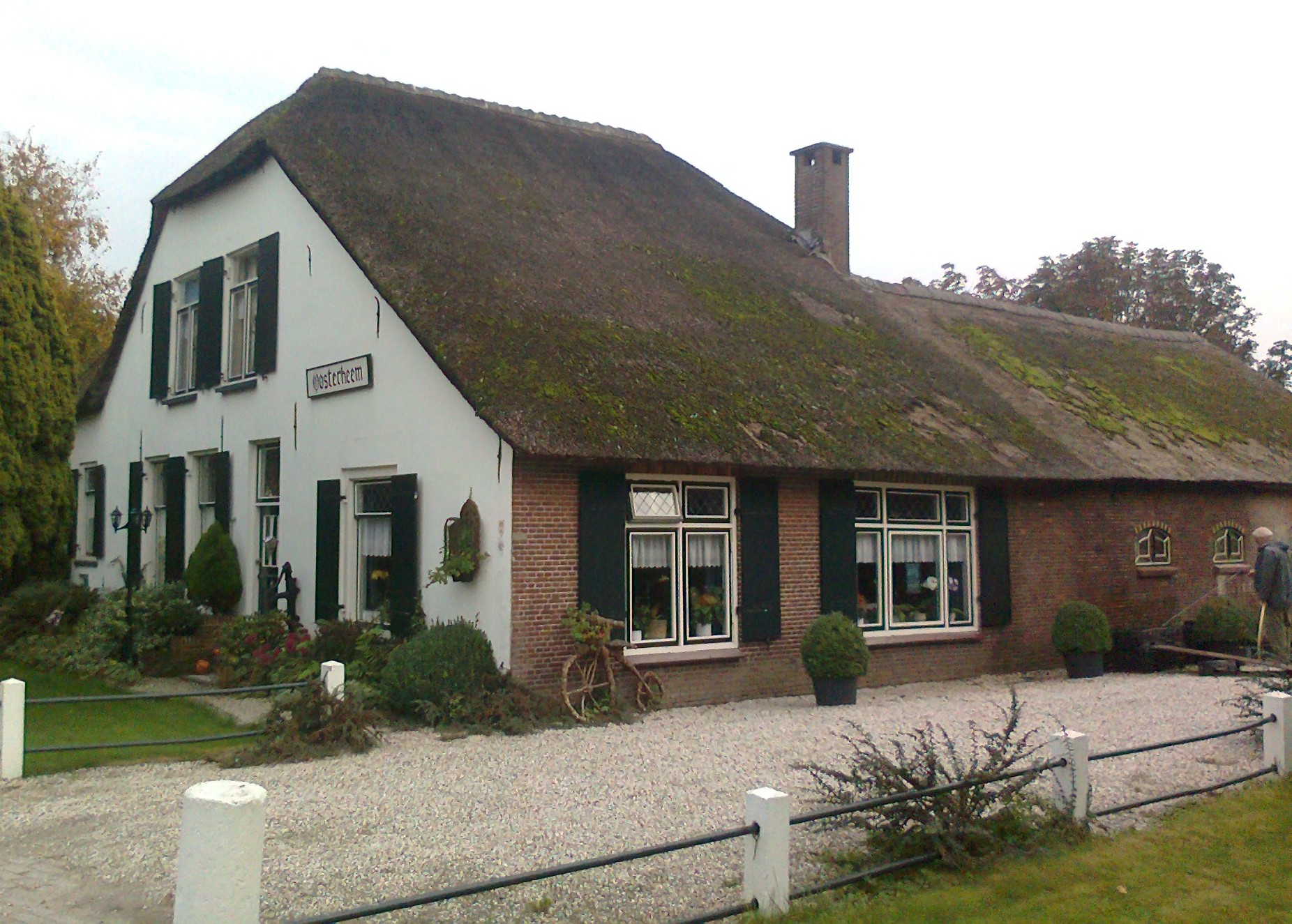
Edificio classificato come rijksmonument a Harmelen

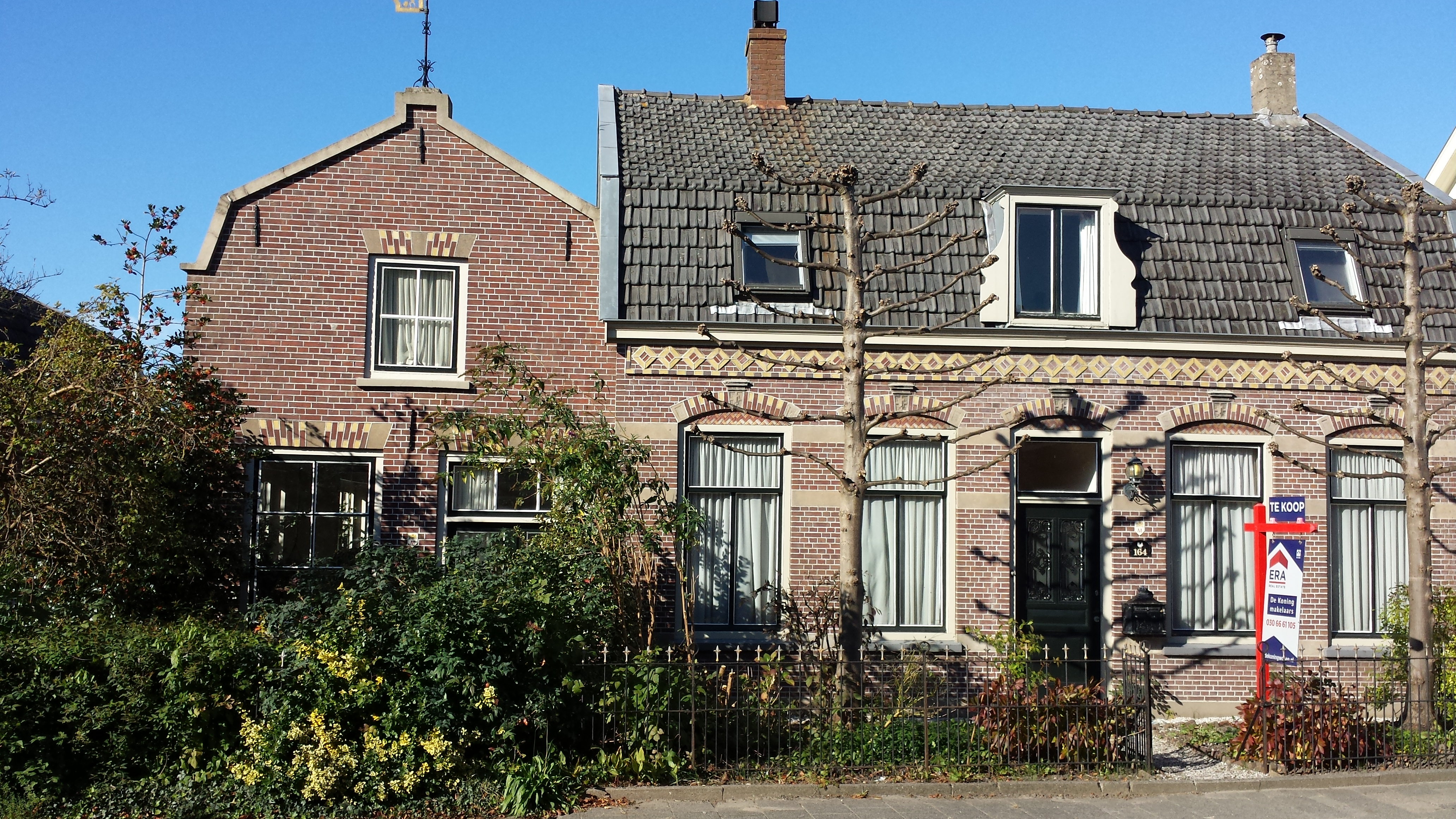
Edificio classificato come gemeentelijk monument a Harmelen

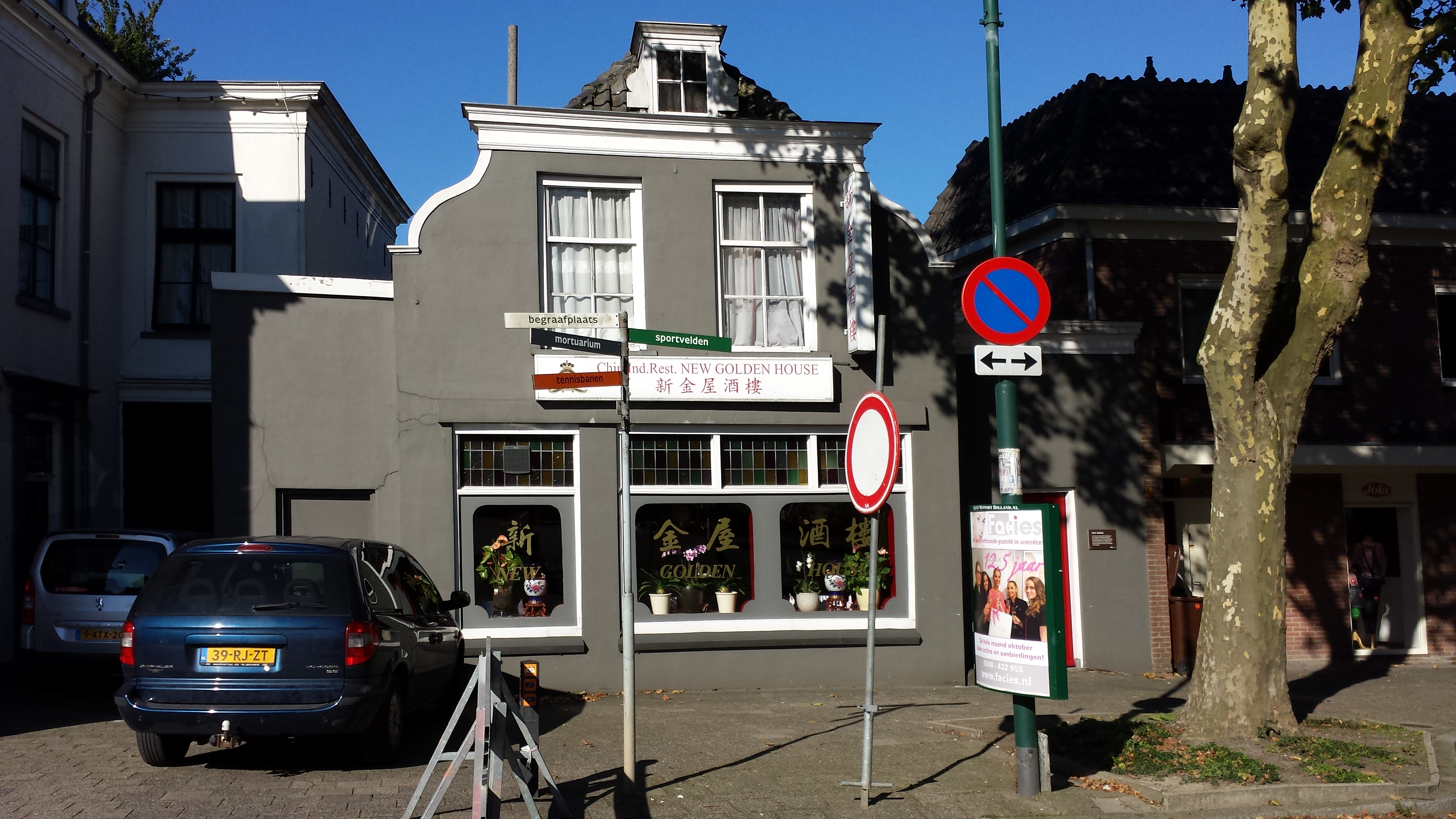
Altro edificio classificato come gemeentelijk monument a Harmelen

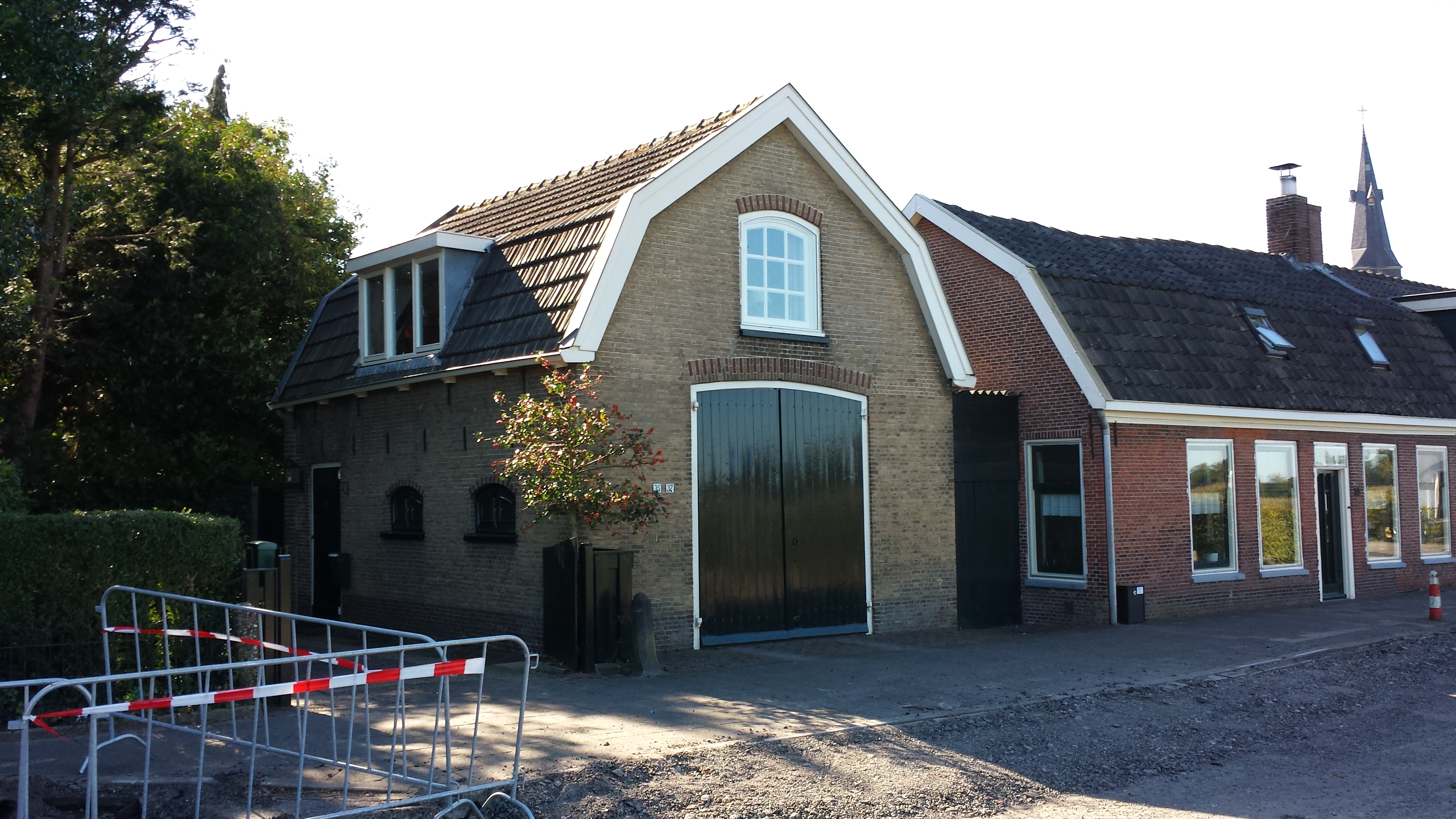
Altro edificio classificato come gemeentelijk monument a Harmelen

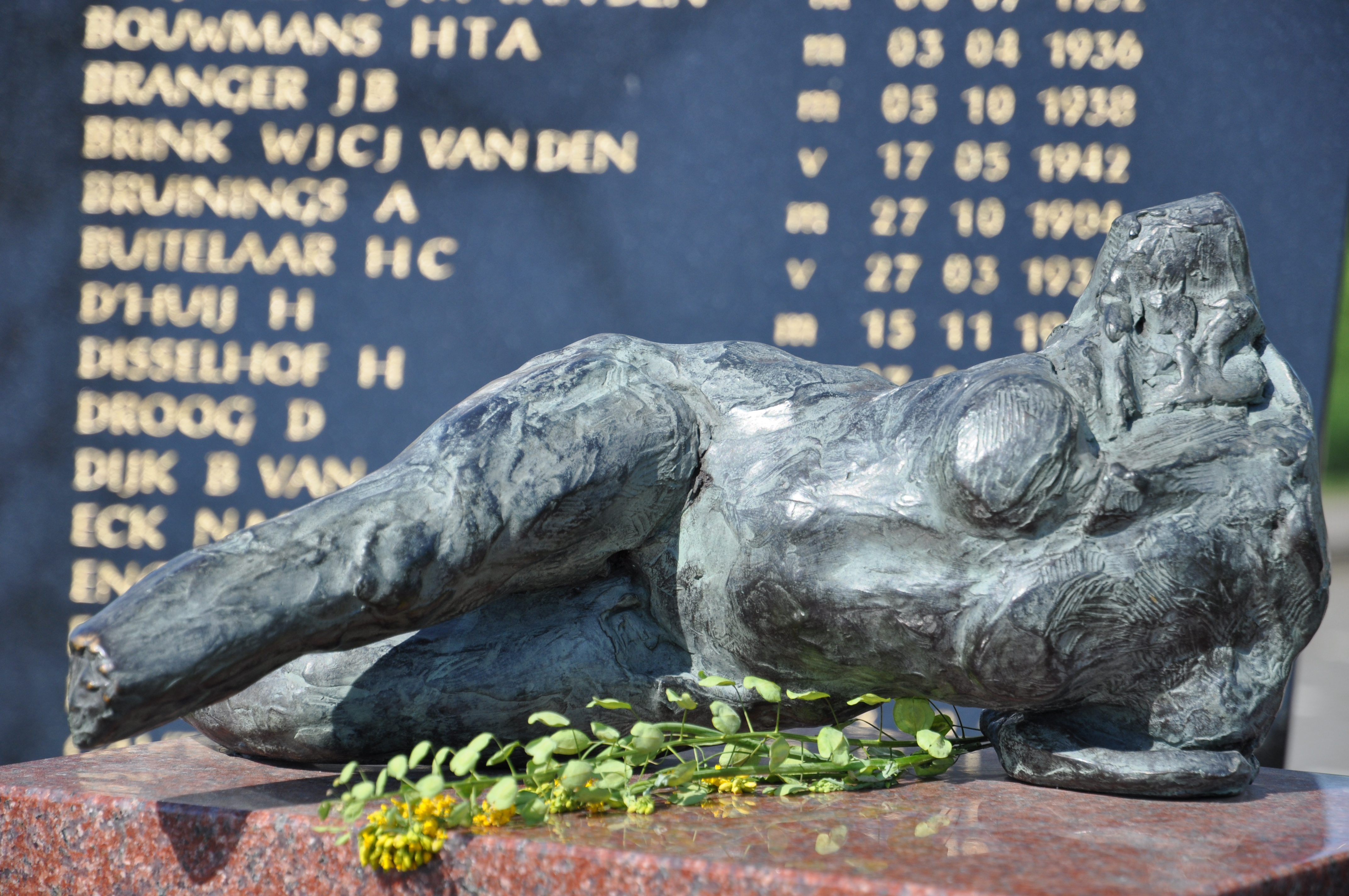
Monumento in memoria del disastro ferroviario di Harmelen dell'8 gennaio 1962

Harmelen  è una località di circa 8.000 abitanti del centro dei Paesi Bassi, facente parte della provincia di Utrecht e situata nella regione di Groene Hart e alla confluenza del Leidse Rijn con l'Oude Rijn. Dal punto di vista amministrativo, si tratta di un-ex-comune, dal 2001 accorpato alla municipalità di Woerden.

## Etimologia
Il toponimo Harmelen, attestato anticamente come Harmale (1202), Harmalen (1220 circa), Heermalen (1333) e Heremael (1334), è formato dalle parole germaniche harja*, che significa "esercito" e maþla-, che significa "luogo di riunione", "luogo del giudizio". Tale nome deriva probabilmente dalle strutture difensive erette tra il 695 e il 714 contro le invasioni da parte di Frisoni.

## Geografia fisica

### Collocazione
Il villaggio Harmelen si trova nella parte centro-orientale della provincia della Utrecht, al confine con la provincia dell'Olanda Meridionale ed è situato a metà strada tra le località di Woerden e De Meern (rispettivamente ad ovest della prima e ad est della seconda), a circa 15 km ad est di Utrecht.

## Geografia antropica

### Suddivisioni amministrative
Buurtschappen)
- Breudijk
- Gerverscop
- Harmelerwaard
- Indijk
- Reijerscop

## Società

### Evoluzione demografica
Al censimento del 2007, Harmelen contava una popolazione pari a 8.190 abitanti, di cui 4.130 erano donne e 4.050 erano uomini.

## Storia
La località venne menzionata per la prima volta come Hermale nel 1202.
Nel 1857, il comune di Harmelen fu ingrandito, allorché venne accorpata ad esso la municipalità di Geverscop.
Nel 1954, il comune di Harmelen fu ulteriormente ingrandito, allorché vennero accorpate ad esso parti delle municipalità di Vleuten e Veldhuizen.
L'8 gennaio del 1962, Harmelen fu teatro della più grande sciagura ferroviaria nella storia dei Paesi Bassi, quando si scontrarono due treni provenienti uno da Leeuwarden, l'altro da Rotterdam, sciagura che provocò la morte di 93 persone.
|  |

Negli anni settanta, numerosi edifici di Harmelen furono demoliti per favorire la costruzione di strade.
Nel 1989, il comune di Harmelen fu ingrandito, allorché venne accorpata ad esso parte della municipalità di Linschoten.

## Stemma
Lo stemma di Harmelen presenta tre rombi rossi e una fascia nera centrale su sfondo giallo.
Lo stemma è derivato da quello della famiglia Van Zuylen van Harmelen, che governava la signoria locale..

## Monumenti e luoghi d'interesse

### Huis Harmelen
Tra gli edifici principali di Harmelen, figura Huis Harmelen, conosciuto anche come castello di Harmelen e risalente al tardo Medioevo.
|  |

### Castello Batestein
Altro edificio storico di Harmelen è il Castello Batestein (Kasteel Batestein) o Huis Batestein, risalente al XV secolo.

## Feste ed eventi
Tra i festeggiamenti principali, vi sono quelli del periodo di Carnevale, durante il quale Harmelen viene chiamata Kwakbollenpoel.